# Алекса Хејвинс
Алекса Керол Хејвинс (енгл. Alexa Carole Havins; Артижа, 16. новембар 1980) је америчка глумица. Позната је по улози Естер Драмонд у научно-фантастичној серији Торчвуд.